# Moeskroen
Moeskroen (Frans: Mouscron) is een stad en faciliteitengemeente in de Belgische provincie Henegouwen. De stad telt zo'n 60.000 inwoners.

## Kernen
De gemeente Moeskroen telt naast Moeskroen de deelgemeenten Dottenijs (Frans: Dottignies), Lowingen (Frans: Luingne) en Herzeeuw (Frans: Herseaux). De stadskern van Moeskroen is vergroeid met de stedelijke kern Tourcoing in Frankrijk, en met de rest van de grootstedelijke agglomeratie van Rijsel. Ook de dorpskern van deelgemeente Lowingen raakt hiermee vergroeid. Herzeeuw, een kilometer verder naar het zuiden, breidt eveneens uit, onder meer naar het Franse Wattrelos. Dottenijs ligt ten oosten, nog enigszins in landelijk gebied.
Het stadscentrum heeft enkele wijken of gehuchten met een eigen parochie. Ten noorden van de stad ligt  La Coquinie, een woonwijk met vooral vrijstaande huizen, nabij het bedrijvengebied van de stad. De wijken in het westen vormen met hun gesloten bebouwing één geheel met het stadscentrum, en sluiten verder aan op de verstedelijking in Frankrijk. In het noordwesten ligt de wijk Risquons-Tout, dat in 1963 bij de vastlegging van de taalgrens werd overgeheveld van het West-Vlaamse Rekkem naar Moeskroen, dat Waals werd. Net ten westen van het stadscentrum ligt Le Tuquet, tegen de grens met het Franse Tourcoing. In het zuiden ligt de wijk Mont-à-Leux tegen de grens met het Franse Wattrelos. Ook deelgemeente Herzeeuw heeft met Les Ballons en Petit-Audenaerde twee gehuchten tegen de landsgrens aan.

### Kaart

Moeskroen, deelgemeenten en buurgemeenten. De gele gebieden zijn bebouwde kernen.

### Deelgemeenten
|     | Naam      | Opp. (km²) | Inwoners (2020) | Inwoners per km² | NIS-code |
| --- | --------- | ---------- | --------------- | ---------------- | -------- |
| I   | Moeskroen | 13,90      | 36.536          | 2.628            | 57096A   |
| II  | Lowingen  | 5,62       | 4.749           | 845              | 57096B   |
| III | Herzeeuw  | 6,78       | 9.082           | 1.340            | 57096C   |
| IV  | Dottenijs | 14,32      | 8.359           | 584              | 57096D   |

### Aangrenzende gemeenten
De gemeente Moeskroen grenst aan de volgende gemeenten en dorpen:
| - a. Rekkem (stad Menen) - b. Aalbeke (stad Kortrijk) - c. Rollegem (stad Kortrijk) - d. Bellegem (stad Kortrijk) - e. Kooigem (stad Kortrijk) - f. Spiere (gemeente Spiere-Helkijn) - g. Warcoing (gemeente Pecq) |

| - h. Saint-Léger (gemeente Estaimpuis) - i. Évregnies (gemeente Estaimpuis) - j. Estaimpuis (gemeente Estaimpuis) - k. Wattrelos (Frankrijk) - l. Tourcoing (Frankrijk) - m. Neuville-en-Ferrain (Frankrijk) |

### Wijken
De stad Moeskroen in engere zin is verdeeld in zeven wijken:
- Centre (Centrum)
- Gare (Stationswijk)
- Mont-à-Leux, in het zuidwesten
- Le Tuquet
- Risquons-Tout, in het noordwesten
- Nouveau Monde (Nieuwe Wereld), in het westen. Arbeiderswijk met enkele cités en de watertoren van Moeskroen
- La Coquinie, in het noorden

## Etymologie
De naam Moeskroen zou betekenen: bedekt met mos, naar een mosrijk moeras.

## Geschiedenis
Met name in Mont-à-Leux werden Romeinse restanten aangetroffen. De geschreven geschiedenis vangt aan in 1066, toen het Sint-Pieterskapittel te Rijsel grondbezit in de omgeving van Moeskroen verwierf. Het patronaatsrecht, toebehorend aan de Eekhoutabdij te Brugge, werd in 1149 overgedragen aan de Sint-Maartensabdij van Doornik.
Bij de Vrede van Aken van 1668 kwam Moeskroen aan Frankrijk, om middels de Vrede van Utrecht in 1713 weer aan de Oostenrijkse Nederlanden te komen.
Er bestonden drie heerlijkheden op het grondbezit, waarvan de heerlijkheid Moeskroen de belangrijkste was. Van 1154-1223 behoorden de heren tot het geslacht Van Oudenaarde, daarna Van Leuven en vanaf 1332 de la Barre. Vanaf 1592, door huwelijk, aan De Liedekerke. In 1645 aan Basta, in 1681 aan D'Ennetières en deze familie stierf uit in 1875.
De protestantse Hurlus wisten in 1579 korte tijd het kasteel van Moeskroen bezet te houden. In de 2e helft van de 17e eeuw had Moeskroen veel te lijden van de legers van Lodewijk XIV. Op 29 april 1794 was er een veldslag tussen de Fransen onder Pichegru en de Oostenrijkers onder Clerfayt. In 1848 was er nog een kleine veldslag te Risquons-Tout tussen een groep Belgische revolutionairen die vanuit Parijs gekomen waren, en het Belgische leger.
Moeskroen bleef tot midden 18e eeuw een landbouwdorp. In 1769 verbood de stad Rijsel de fabricage van molton in Tourcoing en Roubaix. In 1758 was de fabricage hiervan al toegestaan in Moeskroen, zodat de moltonfabrikanten naar deze plaats uitweken. Vanaf 1769 kwam in Moeskroen de moltonweverij en daarmee de textielindustrie tot ontwikkeling. Tussen 1800 en 1815 breidde de textielindustrie zich uit tot de fabricage van katoenen weefsels. Na 1850 kampte de Noord-Franse textielindustrie in toenemende mate met een gebrek aan arbeidskrachten. Veel Vlaamse arbeiders vestigden zich te Moeskroen en pendelden over de grens. Begin 20e eeuw betrof dit duizenden mensen. In 1886 verkreeg Moeskroen de titel stad.
Bij het vastleggen van de taalgrens in 1963 werd Moeskroen ingedeeld als Franstalig met taalfaciliteiten voor de Nederlandstalige minderheid, als gevolg hiervan werd de toenmalige gemeente van de provincie West-Vlaanderen overgeheveld naar Henegouwen net als de toen nog zelfstandige gemeenten Lowingen, Dottenijs en Herzeeuw die  in 1977 deelgemeenten werden van Moeskroen.

## Bezienswaardigheden

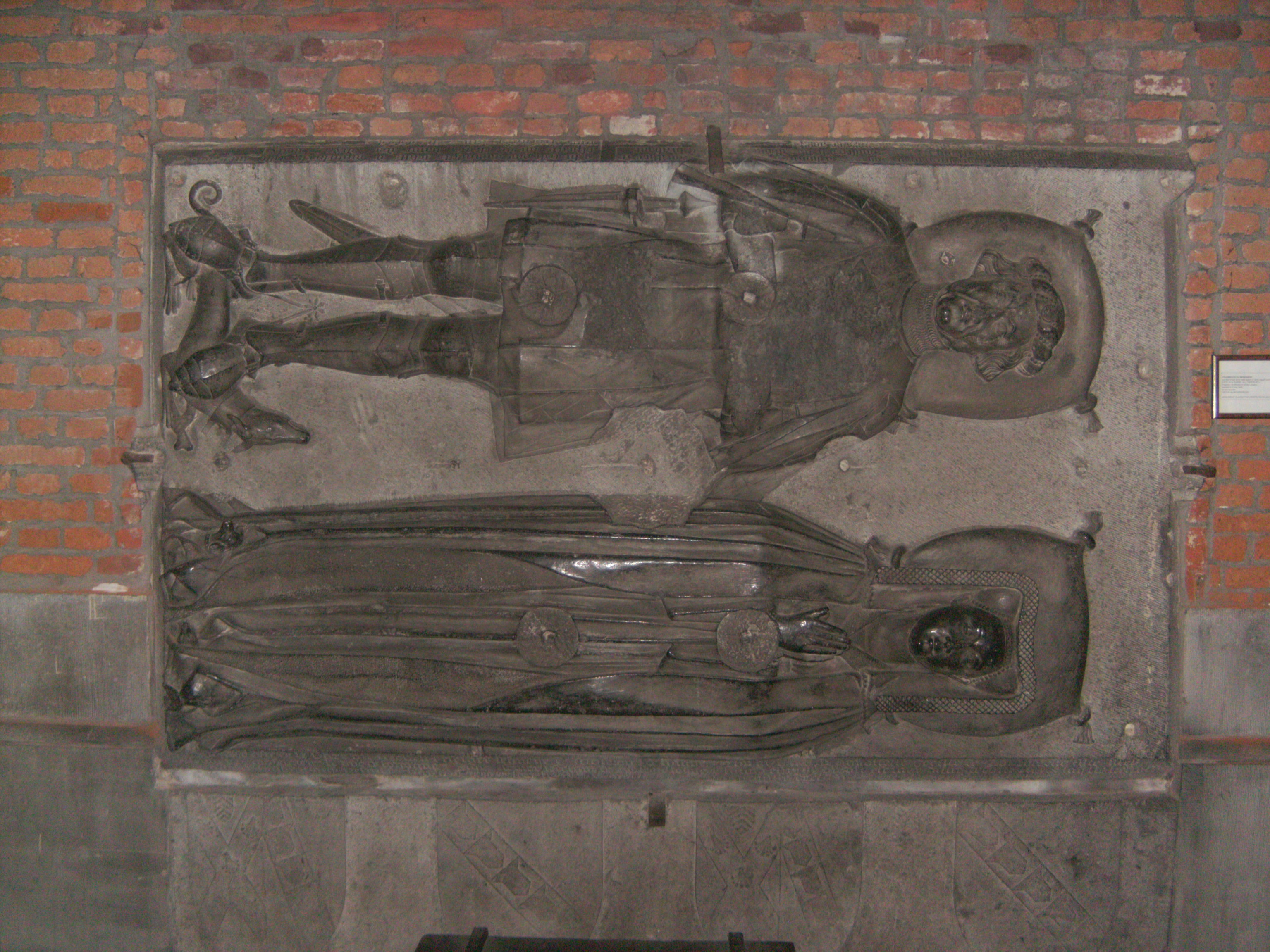
Grafmonument van Oste de la Barre, Heer van Moeskroen (ca. 1380-1446) en zijn tweede echtgenote, Cecile van Moerkerke (ca. 1400-1462) - Sint-Bartholomeuskerk - Erfgoed (1976)

### Kerken
- De hoofdkerk, de Sint-Bartholomeuskerk
- De Sint-Paulusbekeringkerk in de wijk Risquons-Tout
- De Goede Herderkerk in de wijk Nouveau Monde
- De Heilige Familiekerk in de wijk Le Tuquet
- De Heilig Hartkerk, in de Stationswijk
- De Sint-Antonius van Paduakerk in de wijk Mont-à-Leux
- De Onze-Lieve-Vrouw van de Vredekerk in de wijk La Coquinie

### Overig
- Het Gravenkasteel
- Het Stadhuis van Moeskroen in neogotische stijl
- Het Stadspark van Moeskroen
- Het Picardisch Huis (Maison Picarde)
- De Watertoren van Moeskroen

### Industrieel erfgoed
- Brouwerij Hollebecq.
- Brouwerij Coulon-Polet
- Schoorsteen van de spinnerij Filature d'Halluin-La Vesdre
- Schoorsteen van de spinnerij Filature du Castert
- Fabriek voor tapijten en dekens: Manufacture française de tapis et couvertures, met schoorsteen
- Weverij Tissages Vanoutryve et Cie, ooit een van de grootste textielfabrieken in Moeskroen

## Natuur en landschap
Moeskroen is een sterk verstedelijkte gemeente. De bebouwing van de stad Moeskroen is aan de westzijde volledig vastgegroeid aan de bebouwing van de Franse stad Tourcoing. In het oosten is de plaats Lowingen vergroeid met Moeskroen. Tot aan de noordgrens van de gemeente is het gebied volgebouwd met bedrijventerreinen. Het belangrijke spoorwegknooppunt met lijnen naar Rijsel, Doornik en Kortrijk draagt aan de bedrijvigheid bij.

## Demografische ontwikkeling

### Demografische ontwikkeling voor de fusie
- Bron:NIS - Opm:1831 t/m 1970=volkstellingen; 1976= inwoneraantal op 31 december

### Demografische ontwikkeling van de fusiegemeente
Alle historische gegevens hebben betrekking op de huidige gemeente, inclusief deelgemeenten, zoals ontstaan na de fusie van 1 januari 1977.
- Bronnen:NIS, Opm:1831 tot en met 1981=volkstellingen; 1990 en later= inwonertal op 1 januari

| Inwoners van jaar tot jaar op 1 januari 1992 tot heden | Inwoners van jaar tot jaar op 1 januari 1992 tot heden | Inwoners van jaar tot jaar op 1 januari 1992 tot heden |
| jaar                                                   | Aantal                                                 | Evolutie: 1992=index 100                               |
| ------------------------------------------------------ | ------------------------------------------------------ | ------------------------------------------------------ |
| 1992                                                   | 53.774                                                 | 100,0                                                  |
| 1993                                                   | 53.606                                                 | 99,7                                                   |
| 1994                                                   | 53.386                                                 | 99,3                                                   |
| 1995                                                   | 52.987                                                 | 98,5                                                   |
| 1996                                                   | 52.756                                                 | 98,1                                                   |
| 1997                                                   | 52.764                                                 | 98,1                                                   |
| 1998                                                   | 52.638                                                 | 97,9                                                   |
| 1999                                                   | 52.482                                                 | 97,6                                                   |
| 2000                                                   | 52.492                                                 | 97,6                                                   |
| 2001                                                   | 52.475                                                 | 97,6                                                   |
| 2002                                                   | 52.293                                                 | 97,2                                                   |
| 2003                                                   | 52.226                                                 | 97,1                                                   |
| 2004                                                   | 52.290                                                 | 97,2                                                   |
| 2005                                                   | 52.534                                                 | 97,7                                                   |
| 2006                                                   | 52.825                                                 | 98,2                                                   |
| 2007                                                   | 53.174                                                 | 98,9                                                   |
| 2008                                                   | 53.788                                                 | 100,0                                                  |
| 2009                                                   | 54.326                                                 | 101,0                                                  |
| 2010                                                   | 54.651                                                 | 101,6                                                  |
| 2011                                                   | 55.249                                                 | 102,7                                                  |
| 2012                                                   | 56.011                                                 | 104,2                                                  |
| 2013                                                   | 56.407                                                 | 104,9                                                  |
| 2014                                                   | 56.626                                                 | 105,3                                                  |
| 2015                                                   | 57.068                                                 | 106,1                                                  |
| 2016                                                   | 57.391                                                 | 106,7                                                  |
| 2017                                                   | 57.773                                                 | 107,4                                                  |
| 2018                                                   | 58.234                                                 | 108,3                                                  |
| 2019                                                   | 58.474                                                 | 108,7                                                  |
| 2020                                                   | 58.767                                                 | 109,3                                                  |
| 2021                                                   | 58.862                                                 | 109,5                                                  |
| 2022                                                   | 59.179                                                 | 110,1                                                  |
| 2023                                                   | 59.563                                                 | 110,8                                                  |
| 2024                                                   | 59.987                                                 | 111,6                                                  |
| 2025                                                   | 60.304                                                 | 112,1                                                  |

## Resultaten van detalentellingin Moeskroen (exclusief deelgemeenten)
Gekende talen
|      | Aantal   | Aantal  | Aantal   | Aantal  | Aantal   | Aantal  | Aantal       | Aantal       | Aandeel  | Aandeel | Aandeel  | Aandeel | Aandeel  | Aandeel | Aandeel      |
| Jaar | enkel nl | fr & nl | enkel fr | de & fr | enkel de | de & nl | de & fr & nl | enkel andere | enkel nl | fr & nl | enkel fr | de & fr | enkel de | de & nl | de & fr & nl |
| ---- | -------- | ------- | -------- | ------- | -------- | ------- | ------------ | ------------ | -------- | ------- | -------- | ------- | -------- | ------- | ------------ |
| 1846 | 322      |         | 5.853    |         | 0        |         |              |              | 5,2%     |         | 94,8%    |         | 0,0%     |         |              |
| 1866 | 1.485    | 478     | 5.765    | 4       | 1        | 0       | 0            | 0            | 19,2%    | 6,2%    | 74,6%    | 0,1%    | 0,0%     | 0,0%    | 0,0%         |
| 1880 | 723      | 4.774   | 4.961    | 17      | 0        | 0       | 6            | 0            | 6,9%     | 45,5%   | 47,3%    | 0,2%    | 0,0%     | 0,0%    | 0,1%         |
| 1890 | 1.429    | 4.581   | 7.719    | 20      | 5        | 0       | 9            | 1            | 10,4%    | 33,3%   | 56,1%    | 0,1%    | 0,0%     | 0,0%    | 0,1%         |
| 1900 | 2.523    | 7.441   | 7.953    | 15      | 0        | 0       | 14           | 963          | 14,1%    | 41,5%   | 44,3%    | 0,1%    | 0,0%     | 0,0%    | 0,1%         |
| 1910 | 1.597    | 10.286  | 9.558    | 53      | 0        | 0       | 33           | 988          | 7,4%     | 47,8%   | 44,4%    | 0,2%    | 0,0%     | 0,0%    | 0,2%         |
| 1920 | 2.079    | 10.173  | 10.262   | 21      | 2        | 1       | 31           | 1.051        | 9,2%     | 45,1%   | 45,5%    | 0,1%    | 0,0%     | 0,0%    | 0,1%         |
| 1930 | 4.128    | 13.836  | 13.555   | 24      | 2        | 3       | 67           | 1.385        | 13,1%    | 43,8%   | 42,9%    | 0,1%    | 0,0%     | 0,0%    | 0,2%         |
| 1947 | 2.811    | 15.257  | 16.455   | 79      | 4        | 23      | 545          | 1.180        | 8,0%     | 43,4%   | 46,8%    | 0,2%    | 0,0%     | 0,1%    | 1,5%         |

Taal die meestal of uitsluitend gesproken wordt.
|      | Aantal | Aantal | Aantal | Aandeel | Aandeel | Aandeel |
| Jaar | nl     | fr     | de     | nl      | fr      | de      |
| ---- | ------ | ------ | ------ | ------- | ------- | ------- |
| 1910 | 6.621  | 14.897 | 9      | 30,8%   | 69,2%   | 0,0%    |
| 1920 | 5.969  | 16.598 | 2      | 26,4%   | 73,5%   | 0,0%    |
| 1930 | 10.107 | 21.499 | 9      | 32,0%   | 68,0%   | 0,0%    |
| 1947 | 8.076  | 27.085 | 10     | 23,0%   | 77,0%   | 0,0%    |

## Politiek

### Resultaten gemeenteraadsverkiezingen sinds 1976
| Partij               | Partij                   | 10-10-1976 | 10-10-1976 | 10-10-1982 | 10-10-1982 | 9-10-1988 | 9-10-1988 | 9-10-1994 | 9-10-1994 | 8-10-2000 | 8-10-2000 | 8-10-2006 | 8-10-2006 | 14-10-2012 | 14-10-2012 | 14-10-2018 | 14-10-2018 | 13-10-2024 | 13-10-2024 |
| Stemmen / Zetels     | Stemmen / Zetels         | %          | 37         | %          | 37         | %         | 37        | %         | 37        | %         | 37        | %         | 37        | %          | 37         | %          | 37         | %          | 37         |
| -------------------- | ------------------------ | ---------- | ---------- | ---------- | ---------- | --------- | --------- | --------- | --------- | --------- | --------- | --------- | --------- | ---------- | ---------- | ---------- | ---------- | ---------- | ---------- |
|                      | PS                       | 27,65      | 11         | 33,0       | 14         | 34,39     | 13        | 26,64     | 11        | 26,46     | 10        | 31,18     | 12        | 26,66      | 10         | 17,44      | 6          | 14,01      | 5          |
|                      | PSC1/cdH2 / Les Engagés3 | 41,371     | 17         | 44,461     | 20         | 51,241    | 21        | 34,781    | 15        | 38,331    | 15        | 43,752    | 17        | 45,542     | 19         | 47,452     | 19         | 32,333     | 13         |
|                      | ECOLO                    | -          |            | 6,31       | 1          | 7,83      | 2         | 15,14     | 5         | 16,59     | 6         | 11,88     | 4         | 10,37      | 3          | 16,55      | 6          | 10,88      | 4          |
|                      | PRL1 / PRL-MCC2 / MR3    | 6,771      | 2          | 7,571      | 2          | 5,391     | 1         | 11,471    | 4         | 14,082    | 5         | 13,193    | 4         | 14,433     | 5          | 13,593     | 5          | 17,223     | 6          |
|                      | PCB                      | 10,29      | 3          | 3,26       | 0          | -         |           | -         |           | -         |           | -         |           | -          |            | -          |            | -          |            |
|                      | PTB                      | -          |            | -          |            | -         |           | -         |           | -         |           | -         |           | -          |            | -          |            | 20,49      | 8          |
|                      | PP                       | -          |            | -          |            | -         |           | -         |           | -         |           | -         |           | -          |            | 4,97       | 1          | -          |            |
|                      | ADM                      | -          |            | -          |            | -         |           | 5,61      | 1         | -         |           | -         |           | 3,0        | 0          | -          |            | -          |            |
|                      | AGIR                     | -          |            | -          |            | -         |           | 4,95      | 1         | -         |           | -         |           | -          |            | -          |            | -          |            |
|                      | FNB                      | -          |            | -          |            | -         |           | -         |           | 4,55      | 1         | -         |           | -          |            | -          |            | -          |            |
|                      | Chez Nous                | -          |            | -          |            | -         |           | -         |           | -         |           | -         |           | -          |            | -          |            | 5,07       | 1          |
|                      | DC                       | 12,6       | 4          | -          |            | -         |           | -         |           | -         |           | -         |           | -          |            | -          |            | -          |            |
| Anderen(*)           | Anderen(*)               | 1,32       | 0          | 5,4        | 0          | 1,15      | 0         | 1,42      | 0         | -         |           | -         |           | -          |            | -          |            | -          |            |
| Totaal stemmen       | Totaal stemmen           | 34814      | 34814      | 33888      | 33888      | 33608     | 33608     | 32901     | 32901     | 33138     | 33138     | 33375     | 33375     | 32124      | 32124      | 32079      | 32079      | 31402      | 31402      |
| Opkomst %            | Opkomst %                |            |            |            |            | 94,36     | 94,36     | 92,3      | 92,3      | 92,34     | 92,34     | 93,33     | 93,33     | 89,85      | 89,85      | 90,15      | 90,15      | 88,15      | 88,15      |
| Blanco en ongeldig % | Blanco en ongeldig %     | 6,14       | 6,14       | 6,46       | 6,46       | 5,87      | 5,87      | 7,36      | 7,36      | 8,78      | 8,78      | 7,83      | 7,83      | 8,29       | 8,29       | 9,84       | 9,84       | 8,17       | 8,17       |

(*) 1976: Action W / 1982: RPW (3,65%), UDRT (1,75%) / 1988: FN / 1994: GU
Het aantal zetels van de bestuursmeerderheid wordt vet aangegeven. De grootste partij staat in kleur.

### Burgemeesters
Burgemeesters van Moeskroen waren:
- 1900-1921: Alois Den Reep
- 1921-1938: Joseph Vandevelde
- 1938-1952: Omer Vandenberghe
  - 1940-1941: Léonce Busschaert (dienstdoend burgemeester)
  - 1941-1944: Silvirius Derveaux (dienstdoend burgemeester)
- 1953-1958: Joseph Vandevelde
- 1959-1979: Robert Devos
- 1980: Marcel Demets (dienstdoend burgemeester)
- 1980-2006: Jean-Pierre Detremmerie
- 2006-2017: Alfred Gadenne
- 2017-2024: Brigitte Aubert
- 2024-heden: Ann Cloet-Faingnaert

## Sport
Excelsior Moeskroen speelde tussen 1996 en 2009 onafgebroken in de Eerste klasse van het Belgisch voetbal. De club speelde zijn thuiswedstrijden op Le Canonnier (10.800 plaatsen). Door financiële problemen en het tot driemaal toe geven van forfait voor een wedstrijd, verdween de club halverwege het seizoen 2009/10 uit Eerste klasse. Men ging samenwerken met RRC Péruwelz uit de lagere nationale reeksen, dat als "Royal Mouscron-Péruwelz" in Moeskroen ging spelen. In januari 2015 veranderde de club haar naam in: "Royal Excel Moeskroen". 
In 2018 werd de club Stade Mouscronnois (9702) opgericht. De club kent sinds het ontstaan een steile opmars en komt op dit moment op in Derde afdeling. Hoewel er geen enkele link is tussen Stade Mouscronnois en het teloorgegane Royal Excel Moeskroen, hebben supporters de 'nieuwe' club omarmd. De club werkt zijn thuiswedstrijden ook af in Le Canonnier.
Moeskroen heeft ook een handbalclub, HC Mouscron, die tot en met het seizoen 2009/2010 in de Vlaamse liga speelde. Sinds het seizoen 2010/2011 speelt de club in de Promotion Brabant/Hainaut.
Moeskroen was één keer etappeplaats in wielerkoers Ronde van Frankrijk. In 1982 won de Nederlander Gerrie Knetemann er een rit.

## Trivia
De Nederlandse folkband Pater Moeskroen heeft zichzelf genoemd naar deze plaats.

## Nabijgelegen kernen
Tourcoing, Lowingen (Luingne), Aalbeke, Rekkem